# Università statale di Krasnojarsk
L'Università statale di Krasnojarsk (KrasGU, in russo Красноярский государственный университет?, Krasnojarskij gosudarstvennyj universitet) è stato un ente di istruzione accademica russo della Siberia. Dal 2006 fa parte dell'Università federale siberiana.

## Struttura
- Facoltà di biologia
- Facoltà di fisica
- Facoltà di chimica
- Facoltà di psicologia e pedagogia
- Facoltà di scienze sociali
- Facoltà di arte e studi culturali
- Facoltà di matematica e informatica
- Facoltà di lingue straniere
- Facoltà di cultura fisica e sport
- Facoltà di lettere e giornalismo
- Facoltà di economia
- Facoltà di legge
- Facoltà di storia e filosofia